# Салозерка
Салозерка — река в России, протекает по Виноградовскому району Архангельской области. По данным Водного реестра, устье реки находится в 14 км по левому берегу реки Шужега, длина реки составляет 10 км.
Берёт начало из Большого Салозера на высоте 57 м.

## Данные водного реестра
По данным государственного водного реестра России относится к Двинско-Печорскому бассейновому округу, водохозяйственный участок реки — Северная Двина от впадения реки Вычегда до впадения реки Вага, речной подбассейн реки — Северная Двина ниже места слияния Вычегды и Малой Северной Двины. Речной бассейн реки — Северная Двина.
Код объекта в государственном водном реестре — 03020300112103000028125.